# علم كوبا

أعتمد علم كوبا في 1 كانون الثاني - يناير من سنة 1959 عقب انتصار الثورة الشيوعية، ويتكون العلم الكوبي من خمسة خطوط أفقية ثلاثة منها باللون الكحلي وإثنتان منها باللون الأبيض ويحتوي كذلك على مثلث متساوي الأضلاع باللون الأحمر وفي وسط المثلث توجد نجمة خماسية الشكل بيضاء اللون.

## معنى ألوان العلم
- الكحلي: يرمز إلى الإدارات العسكرية الثلاث السابقة للجزيرة أيام الاستعمار الإسباني وهي الشرقية والوسطى والغربية.
- الأبيض: يرمز إلى قوة مثالية مستقلة وهناك رأي آخر يقول إن الأبيض يرمز إلى نقاء الثوار الوطنيين الكوبيين وتطلعاتهم إلى العدالة.
- المثلث الأحمر: يرمز إلى الأخوة والمساواة والحرية ويرمز كذلك إلى دماء الذين ضحوا من أجل نيل البلاد الاستقلال.
- ★ النجمة البيضاء الخماسية الشكل ترمز إلى الحرية والاستقلال.